# Мирошкино (Псковська область)
Мирошкино (рос. Мирошкино) — присілок в Бєжаницькому районі Псковської області Російської Федерації.
Населення становить 8 осіб. Входить до складу муніципального утворення Чихачьовське муніципальне утворення.

## Історія
Від 2005 року входить до складу муніципального утворення Чихачьовське муніципальне утворення.

## Населення
| 2001 | 2002 | 2010 |
| ---- | ---- | ---- |
| 18   | ↘12  | ↘8   |